# Cyprus op het Eurovisiesongfestival 1992
Cyprus nam deel aan het Eurovisiesongfestival 1992 in Malmö, Zweden. Het was de 11de deelname van het land op het Eurovisiesongfestival. De CyBC was verantwoordelijk voor de Cypriotische bijdrage voor de editie van 1992.

## Selectieprocedure
Net zoals het voorbije jaar koos men ervoor om via een nationale finale de kandidaat en het lied aan te duiden voor het festival.
Het festival vond plaats op 13 maart 1992 in Nicosia.
In totaal deden 8 liedjes mee aan de nationale finale.
De winnaar werd gekozen door een 24-koppige jury
| Volgorde | Artiest                              | Lied                 | Punten | Plaats |
| -------- | ------------------------------------ | -------------------- | ------ | ------ |
| 1        | Argyro Kaparou & Vasilis Hadjiloukas | "Niotho Na Me Kitas" | 53     | 8th    |
| 2        | Andri Kyriazi                        | "San"                | 151    | 2nd    |
| 3        | Alexis                               | "Si Ifesi, La Diesi" | 85     | 5th    |
| 4        | Maria Charalambous                   | "Neos Kosmos"        | 123    | 4th    |
| 5        | Andri Kyriazi                        | "Anatoli"            | 85     | 5th    |
| 6        | Katerina Logotheti                   | "San Mia Skia"       | 151    | 2nd    |
| 7        | Andrea Aravi                         | "Se Thimame"         | 60     | 7th    |
| 8        | Evridiki                             | "Teriazoume"         | 228    | 1st    |

## In Malmö
In Zweden trad Cyprus als 9de van 23 landen aan, na Portugal en voor Malta. Het land behaalde een 11de plaats met 57 punten. 
België en Nederland hadden respectievelijk 8 en 0 punten over voor deze inzending.

### Gekregen punten

#### Finale
| 12 punten | 10 punten     | 8 punten                            | 7 punten                             | 6 punten  |
| --------- | ------------- | ----------------------------------- | ------------------------------------ | --------- |
|           | - Griekenland | - Finland - Joegoslavië - Nederland |                                      | - Ierland |
| 5 punten  | 4 punten      | 3 punten                            | 2 punten                             | 1 punt    |
|           | - Italië      | - Israël - Noorwegen                | - Frankrijk - Portugal - Zwitserland | - Malta   |

### Punten gegeven door Cyprus

#### Finale
Punten gegeven in de finale:
| 12 punten | Griekenland         |
| 10 punten | Italië              |
| 8 punten  | Oostenrijk          |
| 7 punten  | Nederland           |
| 6 punten  | Verenigd Koninkrijk |
| 5 punten  | Ierland             |
| 4 punten  | Israël              |
| 3 punten  | Frankrijk           |
| 2 punten  | Joegoslavië         |
| 1 punt    | Malta               |

1981 · 1982 · 1983 · 1984 · 1985 · 1986 · 1987 · 1988 · 1989 · 1990 · 1991 · 1992 · 1993 · 1994 · 1995 · 1996 · 1997 · 1998 · 1999 · 2000 · 2001 · 2002 · 2003 · 2004 · 2005 · 2006 · 2007 · 2008 · 2009 · 2010 · 2011 · 2012 · 2013 · 2014 · 2015 · 2016 · 2017 · 2018 · 2019 · 2020 · 2021 · 2022 · 2023 · 2024 · 2025